# 1895年台海登船臨檢事件

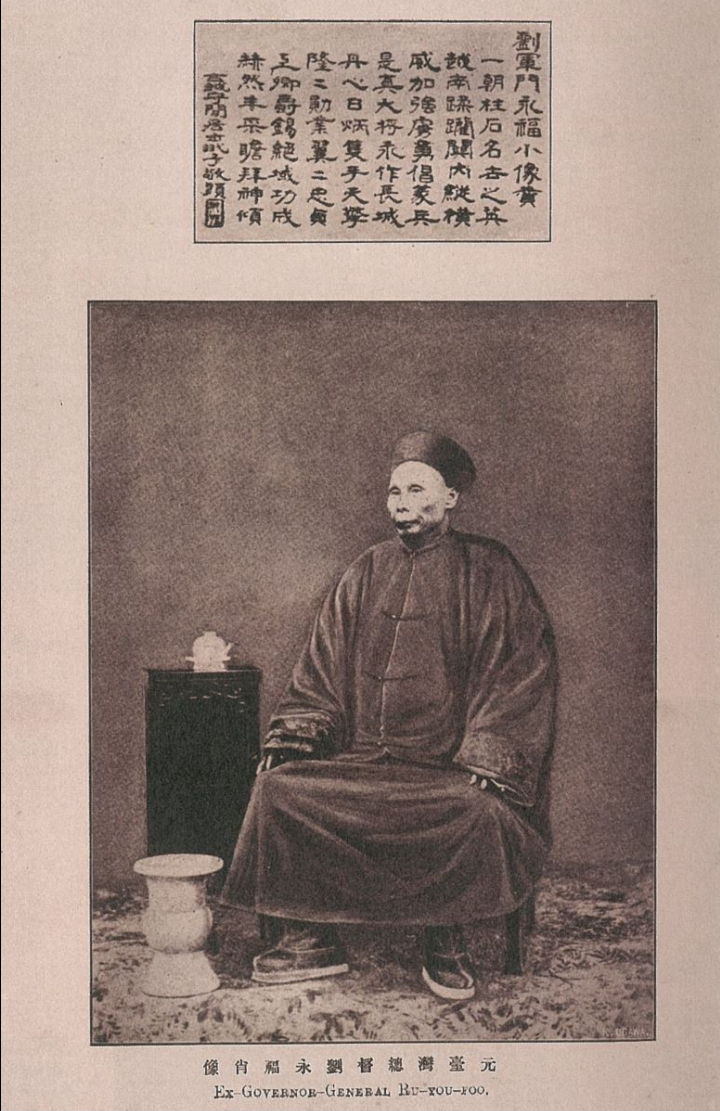
臨檢事件主角之一：清軍將領、台灣民主國大總統刘永福

1895年台海登船臨檢事件發生於1895年10月21日，英國籍商船「塞里斯輪」（Thales，《臺灣通史》譯作「爹利士」）於距離中國廈門港15海哩遠的台灣海峽公海上，遭日本海軍艦隊扣押，而其扣押理由是為了搜捕追查台灣民主國總統刘永福。
該事件經英國駐日公使向日本明治政府提出嚴重抗議後，日本政府與軍方立即鄭重向英國致歉。由於日本計劃對英國採購大批軍用艦艇，英國也退讓與日本政府達成不追究賠償之和解。該事件是英日同盟締結前的罕見英日衝突，也對日後同盟結成有若干影響。

## 背景
1894年爆發的中日甲午戰爭，清廷戰敗，簽下了《馬關條約》，將福建台灣省割讓予日本。1895年夏初，日軍於台灣北部的澳底登陸，並與台灣民主國軍民，展開名稱為乙未戰爭的五個月之久戰事。此戰爭從1895年5月29日日軍登陸台灣後至同年11月戰爭結束，持續了5個多月，共造成台灣方面14000名兵勇戰死。戰役死亡164名日本軍，瘴癘則死亡4700名兵士，包括北白川宮能久親王與山根信成少將。
其中，在乙未戰爭領導對日戰事最力的黑旗軍將領劉永福，雖未接受台灣民主國總統之位，但於台南指揮為數不多黑旗軍於東石與布袋與日軍對戰。1895年10月18日，劉永福於布袋嘴與日軍第四混成旅團交戰失利，在寫信求和被拒後，棄台南城離台。1895年10月20日，劉永福從位於台南市區總統行館（今大天后宮）趕至安平港，並連同20名隨從，委身匿於中國籍戎克船船艙內，隔日（10月21日）隨即改乘轉搭「塞里斯輪」內渡至廈門。
同日台南士紳推舉英國牧師巴克禮協助日軍和平進城。自此，台灣展開50年之久的日治時期。

## 事件經過
10月20日，目的地為廈門的「塞里斯輪」搭載800名乘客順利從台南的安平港出發。船程約整日餘的行程，於10月21日，到達於距離廈門港15海哩（折合公制約28公里）遠的海面上。
在此公海上，塞里斯輪突然遭巡弋其間的日本海軍巡洋艦「八重山艦」及所屬艦隊喝令停船，並在武力扣押船隻後，以武裝人員強行登船臨檢。日軍搜索船上800名乘客後，欲帶走劉永福及其隨從七名，稱其為「叛亂嫌疑犯」。不過此舉遭塞里斯輪船長以「不合國際公法」所拒絕，兩造於公海上僵持竟日。
10月23日，輾轉獲知臨檢事件的英國駐日公使薩道義經過安排會見日本首相伊藤博文，並針對該事件向日本政府提出嚴重抗議後，陸續提出數點要求。第一、請首相知會八重山艦隊司令，立即停止船上搜捕事件，並在「收到英國指令之前，暫時擱置」逮捕計劃。第二、英國連同法國，強烈要求日本政府與軍方處分該事件負責人。第三、八重山艦立即放行「塞里斯輪」及其扣押的劉永福等人。第四、除賠償船主損失外，並要求八重山艦施放禮炮向「塞里斯輪上的英國國旗」道歉。

## 外交交涉
經折衝了解後，日本政府與軍方承認過失。據《日本外交文書》第28卷記載，東京方面表示，臨檢事件誤解原因在於艦隊司令與臨檢執行官兵「不熟悉《土匪搜索訓令》」。日方除了表示遺憾外，也聲明願意賠償船主延誤船期等之全部損失。同日，日本艦隊退讓，除了派遣兩名軍官隨同輪船進入廈門之外，不但准予輪船依預定航線駛入廈門港，也放行劉永福及其20名隨從。另一方面，英國與法國政府則放棄禮炮、追究事責與請求賠償的先前對日數點要求。
據英國駐日公使亞奈斯特·撒透日記顯示，英國政府之所以放棄先前強硬究責及施放禮炮要求，在於日本海軍同年進行的龐大造艦計劃。該計劃預計建造15,000噸一級戰艦4艘，七千噸一級巡洋艦3艘，吉野級4,500噸二級巡洋艦4艘，總工程費達1億8千萬日幣。因為英國造船商對此與美國造船商激烈競標，深怕此事件影響得標。在此情形下，倫敦方面基於對商業利益的高度重視，隨即放低姿態，放棄對日軍的求償。

## 「阿婆仔閬港」的傳言
根據李筱峰和郭弘斌在2005年分別發表文章：「鎮守在台南的劉永福，最後也是在日軍還未攻入台南之前，就逃跑了。他抱著心愛的小狗，化妝成老太婆躲在英輪潛回廈門。」。同時也有郭弘斌發表：「拋棄多年的袍澤弟兄，獨自化妝成老太婆，從港口逃出。這件事被台灣人譏笑稱為『阿婆閬港』」。另江澤祥2009年有『阿婆諒港』用法。
其他文獻則是有另外說法
- 劉建仁著《台灣話的語源與理據》附記據說阿婆仔弄港是唐景崧[7]。台語 laŋʟ-kaŋ` 這個詞「是近年才產生、流行的語詞」[8]。
- 除此在《新台灣新聞週刊》及其他的報導中，也有該語源的主角是唐景崧的說法。[9][10][11]
- 曾逸昌所著作的《悲情島國四百年》認為劉永福是剃掉「最心愛鬍子」，打扮成工人混入煤炭堆來躲避日軍追查。[12]
- 盧建榮主編的《入侵台灣-烽火家國四百年》認為劉永福賄賄賂船主以順利脫逃。[13]
- 郭弘斌另篇文獻描述劉永福是「脫了官服換上民裝」及「潛逃時亦與其子負責打狗炮台的劉成良、部下陳樹南、柯王貴等人一起」[14]。
- 1895年當時的《台灣教會公報》有如此記載[15]：在九月初二（陽曆10月19日）晚間，劉欽差有計畫地逃到一艘火熏船（輪船），叫做Tia-lī-sū。到了隔天船開往廈門，不過日本的軍艦有兩次追到，官兵也有詳細搜索劉欽差是否有在船內。
- 1896年日方出版的《攻台戰紀》，描述成劉永福「易容」脫逃。[16]

### 腳註
1. ↑  Edward Owen Rutter; 譯者：蔡耀緯. . . 臺灣: 遠足文化. 2017-09-27. ISBN 9789869532235 （中文（臺灣））.
2. ↑  winnie199064.  (html). Xuite. 2008-11-23  [2020-08-29]. （原始内容存档于2020-08-29）.
3. ↑  李筱峰，. （原始内容存档于2015-05-19）.
4. ↑  . 自由時報. （原始内容存档于2012-01-14）.
5. ↑  .   [2011-01-02]. （原始内容存档于2018-11-09）.
6. ↑  江澤祥. . 新港文教基金會. 2009年6月. （原始内容存档于2016-05-08）.
7. ↑  台灣話的語源與理據（劉建仁著）：浪槓（laŋʟ-kaŋˋ）──逃跑(Posted on 2011/04/24 by 劉建仁)  （页面存档备份，存于）〈附記〉:1895年清廷戰敗，把台灣、澎湖割讓給日本。當時唐景崧任台灣巡撫，是台灣的最高首長，雖然清廷命他馬上離開台灣，但他與台灣士紳成立台灣民主國，並被眾人推舉為總統。日軍登台後，唐景崧不但無法號令軍兵抵抗日軍，新竹、彰化方面的駐軍也拒絕北上支援，台北岌岌可危。據說，他於六月四日深夜化裝成一個老婦人，潛逃到淡水，在洋人的幫助下登上德國的船，逃往厦門。當時的人就譏笑他說：“a（阿）-po´（婆）-･a（仔）laŋʟ（閬）-kaŋ`（港）”。
8. ↑  台灣話的語源與理據（劉建仁著）：浪槓（laŋʟ-kaŋˋ）──逃跑(Posted on 2011/04/24 by 劉建仁)  （页面存档备份，存于）台語 laŋʟ-kaŋ` 這個詞，在已出版的眾多台語相關字書、辭書裡面，只見於《台話大》（陳修，1991年）及《台閩》（董忠司，2001年），寫做“閬港”，可見laŋʟ-kaŋ` 是近年才產生、流行的語詞。日治時代的《台日大》（1931-32年）沒有收錄 laŋʟ-kaŋ` 這個詞。
9. ↑  阿婆ㄚ浪港？ 馬預留後路？ （页面存档备份，存于） 新台灣新聞週刊
10. ↑  台北之旅 ～ 6　唐景崧的台灣民主國 （页面存档备份，存于）——539chen  之 「唐總統」髮辮往上梳化妝成老太婆，從淡水乘德國籍輪船Arthu號棄職落跑回清國大陸。( 因此產生一句台語諺語 「阿婆弄港」或加上外來語「UP弄港」( UP是髮辮往上梳的意思 )。
11. ↑  「唐景崧」に関連した動画の一覧 （页面存档备份，存于）Weblio 辞書
12. ↑  曾逸昌：《悲情島國四百年》，2006年，ISBN：978-957413908-8
13. ↑  盧建榮：《入侵台灣-烽火家國四百年》，台北，城邦，1999年，ISBN：957708916X
14. ↑  郭弘斌，〈劉永福陣前棄軍潛逃，台南淪陷〉 （页面存档备份，存于）
15. ↑  .   [2014年8月21日]. （原始内容存档于2019年6月3日）.
16. ↑  日軍參謀總部著，許佩賢編纂翻譯，《攻台戰紀》，1996年，台北，遠流

### 其他參考資料
- 古野直也著，謝森展譯，《總督府到總統府》，1995年，台北，創意力文化事業有限公司
- 連橫，《台灣通史》
- 日軍參謀總部著，許佩賢編纂翻譯，《攻台戰紀》，1996年，台北，遠流